# Kalait
Kalait, anciennement Oum-Chalouba, est une ville située à 210 km de la ville de Fada dans le département de Mourtcha, au Tchad.

## Géographie
Elle est connue aussi par ses fortes tempêtes de sable.

## Histoire
En 1982, elle fut le champ d'une bataille sanglante de trois jours et trois nuits qui opposa les FAN du président entrant Hissène Habré et aux FAP (Forces Armées Populaires) du président sortant Goukouni Oueddei.
En 1987, elle fut aussi au centre de trois mois de bombardements ayant opposé les forces françaises, notamment du 21e RIMa, aux forces libyennes soutenant le retour de Goukouni Oueddei au cours de l'opération Épervier.

## Population
Kalait est une cité majoritairement composée de nomades Gaêdas, Bideyat et Anakaza comme la majorité des habitants de l'Ennedi.